# Tokyo Tatsumi International Swimming Centre
Tokyo Tatsumi International Swimming Centre (japansk: 東京辰巳国際水泳場) er en sportsarena, der anvendes til svømmesport og ligger i Kōtō, Tokyo, Japan. Arenaen blev bygget i 1993 og har en tilskuerkapacitet på 3.625.  

Arenaen er udpeget til at huse afviklingen af vandpolokurrencerne under  de olympise lege i 2020.